# Donnchad mac Murchada Ua Máel Sechlainn
 (mai 2024).
La mise en forme du texte ne suit pas les recommandations de Wikipédia : il faut le « wikifier ».
Les points d'amélioration suivants sont les cas les plus fréquents. Le détail des points à revoir est peut-être précisé sur la page de discussion.
- Les titres sont pré-formatés par le logiciel. Ils ne sont ni en capitales, ni en gras.
- Le texte ne doit pas être écrit en capitales (les noms de famille non plus), ni en gras, ni en italique, ni en « petit »…
- Le gras n'est utilisé que pour surligner le titre de l'article dans l'introduction, une seule fois.
- L'italique est rarement utilisé : mots en langue étrangère, titres d'œuvres, noms de bateaux, etc.
- Les citations ne sont pas en italique mais en corps de texte normal. Elles sont entourées par des guillemets français : « et ».
- Les listes à puces sont à éviter, des paragraphes rédigés étant largement préférés. Les tableaux sont à réserver à la présentation de données structurées (résultats, etc.).
- Les appels de note de bas de page (petits chiffres en exposant, introduits par l'outil «  Source ») sont à placer entre la fin de phrase et le point final[comme ça].
- Les liens internes (vers d'autres articles de Wikipédia) sont à choisir avec parcimonie. Créez des liens vers des articles approfondissant le sujet. Les termes génériques sans rapport avec le sujet sont à éviter, ainsi que les répétitions de liens vers un même terme.
- Les liens externes sont à placer uniquement dans une section « Liens externes », à la fin de l'article. Ces liens sont à choisir avec parcimonie suivant les règles définies. Si un lien sert de source à l'article, son insertion dans le texte est à faire par les notes de bas de page.
- La présentation des références doit suivre les conventions bibliographiques. Il est recommandé d'utiliser les modèles {{Ouvrage}}, {{Chapitre}}, {{Article}}, {{Lien web}} et/ou {{Bibliographie}}. Le mode d'édition visuel peut mettre en forme automatiquement les références.
- Insérer une infobox (cadre d'informations à droite) n'est pas obligatoire pour parachever la mise en page.

Pour une aide détaillée, merci de consulter Aide:Wikification.
Si vous pensez que ces points ont été résolus, vous pouvez retirer ce bandeau et améliorer la mise en forme d'un autre article.
Donnchad mac Murchada Ua Máel Sechlainn (mort en 1106) est roi de Mide de 1094 à 1105.

## Contexte
Domnall mac Flainn Ua Máel Sechlainn, le fils ainé de Flann aveuglé en 1037 par son frère Conchobar mac Domnaill Ua Máel Sechlainn accède au trône à la suite du meurtre de Máel Sechlainn Bán mac Conchobair Ua Máel Sechlainn et règne comme roi de Mide de 1087 à 1094.
Bien qu'il se soit soumis au printemps précédent à l'Ard rí Érenn Muirchertach Ua Briain, il se rebelle contre son suzerain en 1094. Ce dernier intervient avec ses vassaux les « Etrangers de Dublin » et il est tué,. Le royaume de Mide est alors partagé par Muichertach entre deux cousins issus de germains ː  

## Règne et succession
- Donnchad mac Murchada Ua Máel Sechlainn, (1094-1105), fils de Murchad mac Flainn Ua Máel Sechlainn, éphémère souverain de (1073-1076) et neveu du roi précédant ;
- Conchobar mac Mael Sechlainn Ua Máel Sechlainn (1094-1105) fils de Máel Sechlainn Bán mac Conchobair Ua Máel Sechlainn[5].

Les deux Leth ri règnent sur un royaume divisé jusqu'en 1105, date à laquelle le premier est expulsé puis tué l'année suivante par Domnall MacLochlainn  et le second expulsé et banni du royaume de l'ouest du Mide par Muircheartach mac Domnaill Ua Máel Sechlainn.
L'année suivante Muirchertach mac Domnaill (1105-1106) est à son tour déposé et le royaume est donné à Murchad mac Domnaill Ua Máel Sechlainn, fils de Domnall mac Flainn Ua Máel Sechlainn.

## Source
- (en) T.W Moody, F.X. Martin,F.J. Byrne, Maps, Genealogies, Lists. A companion to Irish History part II, Oxford, Oxford University Press, coll. « A New History of Ireland » (no 9), 2011, 674 p. (ISBN 9780199593064), p. 195-197 Succession Listsː Clann Cholmáin Kings of Mide 766-1184